# 392-га хорватська піхотна дивізія (Третій Рейх)
392-га хорватська піхотна дивізія (Третій Рейх) (нім. 392. (kroatische) Infanterie-Division) — піхотна дивізія Вермахту, яка укомплектовувалася хорватами і боснійськими мусульманами, що входила до складу німецьких сухопутних військ у роки Другої світової війни.

## Історія
392-га піхотна дивізія почала формування 17 серпня 1943 року на військових полігонах на території Австрії, після завершення створення двох попередніх хорватських піхотних дивізій _ 369-ї та 373-ї. Один піхотний полк та дивізійна артилерія формувалися в навчальному центрі Доллерсгайм. Другий піхотний полк — у Цветлі, батальйон зв'язку — у Штоккерау й інженерний батальйон формувався в Кремс-ан-дер-Донау. У травні 1943 року дивізія завершила свою підготовку, у ній нараховувалось 3500 німецьких офіцерів та фельдфебелів, що становили кістяк хорватської дивізії та 8500 солдатів і офіцерів хорватського походження зі складу формувань Хорватського домобранства.
Хоча спочатку призначалася для застосування як регулярна частина сухопутних військ на Східному фронті, дивізію туди не відправили. Дивізію передислокували до Незалежної Держави Хорватії, де включили до складу сил для проведення антипартизанських операцій на території Хорватії та інших окупованих землях Королівства Югославія.

## Райони бойових дій
- Балкани (серпень 1943 — травень 1945)

## Командування

### Командири
- генерал-лейтенант Йоганн Мікль (нім. Johann Mickl) (17 серпня 1943 — 10 квітня 1945[Прим. 1]).

### Підпорядкованість
| Час      | Корпус      | Армія      | Група армій (округ)                           | Штаб                 |
| -------- | ----------- | ---------- | --------------------------------------------- | -------------------- |
| 1943     |             |            |                                               |                      |
| листопад | формування  | формування | формування                                    | Доллерсгайм          |
| 1944     |             |            |                                               |                      |
| січень   | формування  | формування | формування                                    | Аграм                |
| квітень  | XV гк       | 2-га ТА    | Група армій «F»                               | Сень, Раб, Паг, Книн |
| 1945     |             |            |                                               |                      |
| січень   | XV гк       |            | Група армій «F»                               | Бихач                |
| квітень  | XV гк       | —          | Група армій «E»                               | Адріатичне узбережжя |
| травень  | LXXXXVII ак | —          | Головнокомандування Вермахту «Південний Схід» | Фіуме                |

### Склад
| 1943                                              |
| ------------------------------------------------- |
| 846-й хорватський гренадерський полк              |
| 847-й хорватський гренадерський полк              |
| 392-й хорватський артилерійський полк             |
| 392-й хорватський інженерний батальйон            |
| 392-й хорватський протитанковий дивізіон          |
| 392-й хорватський розвідувальний батальйон        |
| 392-й хорватський дивізійний батальйон зв'язку    |
| 392-й хорватський запасний батальйон              |
| 392-ге хорватське дивізійне управління постачання |

## Нагороджені дивізії
Нагороджені дивізії
|  | Кавалери Золотого Німецького Хреста          | 2 |
|  | Кавалери Лицарського хреста Залізного хреста | 1 |